# Associazione Sportiva Gravina Calcio Femminile
L'Associazione Sportiva Gravina Calcio Femminile è stata una società calcistica Italiana femminile con sede nella città di Gravina in Puglia. Nella sua storia ha partecipato a un campionato di Serie A nella stagione 1994-1995.

## Storia
La squadra nasce dall'iniziativa di alcuni addetti ai lavori locali tra i quali il prof. Francesco Cancellaro, che aveva avuto esperienze nel settore femminile avendo allenato il Despar Trani 80 alcuni anni addietro. Il primo anno la squadra è composta da calciatrici locali ad eccezione di tre calciatrici di esperienza. A fine stagione la compagine gravinese vince il campionato di Serie D, guadagnando la promozione in Serie C.
L'anno successivo con l'innesto di calciatrici esperte la squadra vince il campionato di serie C a pari merito con il Copertino, dal quale viene, però, sconfitta nello spareggio. Nel 1991 col cambio ai vertici societari (all'imprenditore Giovanni Zagariello succede l'ing. Franca Nolasco) e allenata da mister Michele Colonna la squadra si classifica nuovamente prima e sconfigge nello spareggio il Martina Franca accedendo alla Serie B nazionale.
Nella stagione 1992-1993 la squadra non primeggia in campionato pagando lo scotto della prima partecipazione ad un campionato nazionale, classificandosi ottava. Nel corso della stagione viene eletto il nuovo presidente, l'imprenditore Pasquale Testini, che ebbe il merito di aver portato la squadra nella massima divisione nazionale ed alla salvezza nel campionato di Serie A 1994-1995.
Nella stagione 1993-1994, guidata in panchina da mister Peppino Paternoster, la squadra si classifica prima a pari merito col Pisa, che vince lo spareggio di Lanuvio il 1º maggio 1994, ma ottiene la promozione in Serie A per la rinuncia del Germignaga, seconda classificata del girone A di Serie B.
Il Gravina Calcio Femminile diventa quindi la prima squadra gravinese a partecipare alla massima serie di un campionato sportivo italiano.
Il campionato 1994-1995, nonostante le difficoltà iniziali, regala al Gravina la più grande soddisfazione della sua breve ed intensa storia, guadagnandosi, alla guida di mister Paternoster prima e di Pasquale Moramarco poi, la salvezza, ottenuta matematicamente alla penultima giornata in virtù del successo casalingo contro l'omonima Gravina di Catania.

## Calciatrici
Tra le calciatrici che hanno difeso i colori del Gravina CF vi è Anna Palma, già scudettata nelle file del Despar Trani 80, che è stata capitana della squadra dal 1991 al 1994.

## Statistiche e record

### Partecipazione ai campionati
| Livello | Categoria | Partecipazioni | Debutto   | Ultima stagione | Totale |
| ------- | --------- | -------------- | --------- | --------------- | ------ |
| 1º      | Serie A   | 1              | 1994-1995 | 1994-1995       | 1      |
| 2º      | Serie B   | 6              | 1992-1993 | 1998-1999       | 6      |
| 3º      | Serie C   | 2              | 1990-1991 | 1991-1992       | 2      |
| 4º      | Serie D   | 1              | 1989-1990 | 1989-1990       | 1      |